# Pterospermum harmandii
Pterospermum harmandii är en malvaväxtart som beskrevs av Bénédict Pierre Georges Hochreutiner. Pterospermum harmandii ingår i släktet Pterospermum och familjen malvaväxter. Inga underarter finns listade i Catalogue of Life.